# Xanca menuda coronada
La xanca menuda coronada (Grallaricula nana) és una espècie d'ocell de la família dels gral·làrids (Grallariidae).

## Hàbitat i distribució
Habita el sotabosc de la selva pluvial, localment a muntanyes de Colòmbia, oest i nord de Veneçuela, est de l'Equador i nord del Perú.